# Jean-Pascal Bénassy
Jean-Pascal Bénassy (* 30. Dezember 1948 in Neuilly-sur-Seine; † 7. Dezember 2022 in Paris) war ein französischer Ökonom, der für seine Beiträge zur Nichtgleichgewichtstheorie bekannt wurde.

## Leben und Karriere
Jean-Pascal Bénassy wurde am 30. Dezember 1948 in Neuilly-sur-Seine als Sohn von Jeannine Garçonnot und dem Chirurgen Jean Bénassy geboren. Er studierte an der École normale supérieure (Rue d’Ulm) und erlangte ein Diplom am Institut d’études politiques de Paris. Im Jahr 1973 erhielt er seinen Ph.D. in Volkswirtschaftslehre von der University of California, Berkeley, betreut von Gérard Debreu. Im Jahr 1980 erhielt er ein doctorat von der Université Paris 1 Panthéon-Sorbonne. Ab 1973 arbeitete er als Wirtschaftsforscher am Centre pour la recherche économique et ses applications (CEPREMAP) und wurde 1975 Directeur de recherche am Centre national de la recherche scientifique (CNRS). Er war ein Fellow der Econometric Society (1981) und bekam den Guido Zerilli-Marimo Prize der Académie des Sciences Morales et Politiques verliehen.

## Forschung
Bénassy war einer der Pioniere der Schule des nicht-walrasianischen Gleichgewichts bei der Untersuchung makroökonomischer Ungleichgewichte. Er teilte die Bedenken von Don Patinkin, Robert W. Clower und Axel Leijonhufvud über die Stabilität des Marktgleichgewichts, die John Maynard Keynes im 19. Kapitel der General Theory aufgeworfen hatte. Ähnlich wie Edmond Malinvaud untersuchte Bénassy die Dynamik nicht-geräumter Märkte und kombinierte die Idee von John R. Hicks, dass Dynamik als eine Sequenz von temporären Gleichgewichten zu verstehen ist, mit der Idee von Paul Samuelson, die Dynamik einer Anpassung hin zum Marktgleichgewicht zu beschreiben. Bénassy nutzte Clowers „dual-decision hypothesis“ als Startpunkt und versuchte, das Konzept des Tâtonnement-Prozesses zu überwinden. Dafür musste er annehmen, dass die Akteure die Fähigkeit haben, die Marktbedingungen richtig einzuschätzen. Er entwickelte Modelle mit Rationierung, Unterbeschäftigung, unvollständigem Wettbewerb, nicht-geräumten Märkten und Konjunkturzyklen.

## Bücher
- The Economics of Market Disequilibrium. Academic Press, New York 1982 (englisch).
- Macroéconomie et Théorie du Déséquilibre. Dunod, Paris 1984 (französisch).
- Macroeconomics: An Introduction to the non-Walrasian Approach. Academic Press, Orlando 1986 (englisch).
- Macroeconomics and Imperfect Competition. Edward Elgar, Aldershot 1995 (englisch).
- The Macroeconomics of Imperfect Competition and Nonclearing Markets: A Dynamic General Equilibrium Approach. M.I.T. Press, Cambridge, Mass. 2002 (englisch).
- Imperfect Competition, Nonclearing Markets and Business Cycles. Edward Elgar, Cheltenham 2006 (englisch).
- Money, Interest and Policy: Dynamic General Equilibrium in a non-Ricardian World. M.I.T. Press, Cambridge, Mass. 2007 (englisch).
- Macroeconomic Theory. Oxford University Press, New York 2011 (englisch).